# Carl Schlottmann
Carl Gerhard Heinrich Schlottmann (* 26. November 1901 in Berlin; † 30. Mai 1967 in Freiburg im Breisgau) war ein deutscher Opernsänger (Bass).

## Leben
Schlottmann studierte Rechtswissenschaften an der Friedrich-Wilhelms-Universität in seiner Heimatstadt und beendete dieses Studium erfolgreich mit einer Promotion. Parallel zu seinem Studium war er Student an der Berliner Musikhochschule (Gesangsausbildung).
1933 konnte Schlottmann mit einigem Erfolg als Bassbariton am Stadttheater in Cottbus debütieren. Anschließend hatte er Engagements an den Theatern in Mannheim, und Erfurt. 1937 trat er der NSDAP bei (Mitgliedsnummer 5.662.615).
Ab 1939 war er am Stadttheater Brünn und Leiter der Reichstheaterkammer des „Gaues“ Böhmen-Mähren.
Nach der Zäsur des Zweiten Weltkriegs konnte er an alte Erfolge anknüpfen und kam an das Theater in Meiningen. Für die DEFA spielte er u. a. den Göttervater Zeus im Kurzfilm Prometheus.
Später kam er an das Deutsche Nationaltheater nach Weimar.
Zwischen 1956 und 1958 war Schlottmann Mitglied des Stadttheaters in Freiburg i. Br. Anschließend hatte er keine festen Engagements mehr, sondern gab nur noch einzelne Gastspiele oder Gesangsabende.

## Einspielungen
- Part des Kuno in: Der Freischütz von Carl Maria von Weber, Aufnahme mit dem Orchester des Reichssenders Berlin.[6]
- Alfred P. Doolittle in: Szenen aus My Fair Lady – Mitglieder des Original Hamburger Ensembles. Metronome-LP HLP 10010.

## Rollen (Auswahl)
Bekannt wurde Schlottmann vor allem durch seine Bass- oder Bariton-Partien in Wagner-Opern.
- Sarastro – Die Zauberflöte (Wolfgang Amadeus Mozart)
- Ein Polizeikommissär – Der Rosenkavalier (Richard Strauss)
- Heinrich, der Vogler – Lohengrin (Richard Wagner)
- Wotan – Das Rheingold (Richard Wagner)
- Hunding – Die Walküre (Richard Wagner)
- Veit Pogner – Die Meistersinger von Nürnberg (Richard Wagner)

## Filmografie
- 1955: Robert Mayer – Der Arzt aus Heilbronn